# Russische hockeyploeg (mannen)
De Russische hockeyploeg voor mannen is de nationale ploeg die Rusland vertegenwoordigt tijdens interlands in het hockey.
De Russische hockeyploeg nam nog nooit deel aan de Olympische Spelen.

## Erelijst Russische hockeyploeg
| Jaar | Champions Trophy | Europees kampioenschap     | Olympische Spelen | Wereldkampioenschap | Hockey World League Hockey Pro League |
| ---- | ---------------- | -------------------------- | ----------------- | ------------------- | ------------------------------------- |
| 1991 | geen deelname    | geen deelname              |                   |                     |                                       |
| 1992 | geen deelname    |                            | geen deelname     |                     |                                       |
| 1993 | geen deelname    |                            |                   |                     |                                       |
| 1994 | geen deelname    |                            |                   | geen deelname       |                                       |
| 1995 | geen deelname    | geen deelname              |                   |                     |                                       |
| 1996 | geen deelname    |                            | geen deelname     |                     |                                       |
| 1997 | geen deelname    |                            |                   |                     |                                       |
| 1998 | geen deelname    |                            |                   | geen deelname       |                                       |
| 1999 | geen deelname    | 8e EK 1999 Padua           |                   |                     |                                       |
| 2000 | geen deelname    |                            | geen deelname     |                     |                                       |
| 2001 | geen deelname    |                            |                   |                     |                                       |
| 2002 | geen deelname    |                            |                   | geen deelname       |                                       |
| 2003 | geen deelname    | 12e EK 2003 Barcelona      |                   |                     |                                       |
| 2004 | geen deelname    |                            | geen deelname     |                     |                                       |
| 2005 | geen deelname    | geen deelname              |                   |                     |                                       |
| 2006 | geen deelname    |                            |                   | geen deelname       |                                       |
| 2007 | geen deelname    | geen deelname              |                   |                     |                                       |
| 2008 | geen deelname    |                            | geen deelname     |                     |                                       |
| 2009 | geen deelname    | geen deelname              |                   |                     |                                       |
| 2010 | geen deelname    |                            |                   | geen deelname       |                                       |
| 2011 | geen deelname    | 7e EK 2011 Mönchengladbach |                   |                     |                                       |
| 2012 | geen deelname    |                            | geen deelname     |                     |                                       |
| 2013 |                  | geen deelname              |                   |                     | 17e HWL 2012-13                       |
| 2014 | geen deelname    |                            |                   | geen deelname       |                                       |
| 2015 |                  | 8e EK 2015 Londen          |                   |                     | 21e HWL 2014-15                       |
| 2016 | geen deelname    |                            | geen deelname     |                     |                                       |
| 2017 |                  | geen deelname              |                   |                     | 22e HWL 2016-17                       |
| 2018 | geen deelname    |                            |                   | geen deelname       |                                       |
| 2019 |                  | geen deelname              |                   |                     | geen deelname                         |
| 2021 |                  | 8e EK 2021 Amstelveen      | geen deelname     |                     | geen deelname                         |
| 2022 |                  |                            |                   |                     | geen deelname                         |
| 2023 |                  | geen deelname              |                   | geen deelname       | geen deelname                         |
| 2024 |                  |                            | geen deelname     |                     | geen deelname                         |